# روزا كوندي
روزا كوندي (بالإسبانية: Rosa Conde )‏ (و. 1947  م) هي سياسية، وعالمة اجتماع إسبانية، ولدت في رندة، حزب العمال الاشتراكي الإسباني.

## مناصب
تولت منصب عضو مجلس النواب الإسباني ‏ (24 مارس 2000–20 يناير 2004)
- عضو مجلس النواب الإسباني  [لغات أخرى]‏ (26 مارس 1996–18 يناير 2000)[3]
- عضو مجلس النواب الإسباني  [لغات أخرى]‏ (16 يونيو 1993–9 يناير 1996)[4]
- عضو مجلس النواب الإسباني  [لغات أخرى]‏ (15 نوفمبر 1989–13 أبريل 1993).[3]

## التعليم
تعلمت في جامعة كمبلوتنسي بمدريد.